# Comore
Le Comore, ufficialmente Unione delle Comore (in comoriano Udzima wa Komori; in francese Union des Comores; in arabo اتحاد جزر القمر‎?, Ittiḥād Juzur al-Qumrī), sono uno Stato indipendente dell'Africa orientale formato da tre isole poste all'estremità settentrionale del canale del Mozambico, nell'oceano Indiano, tra il Madagascar e il Mozambico. 
Lo Stato è composto da tre isole vulcaniche: Grande Comore, Mohéli e Anjouan, mentre la vicina isola di Mayotte è reclamata dalle Comore, ma ha rifiutato in diversi referendum l'indipendenza dalla Francia. Lo Stato fu denominato dal 1975 al 1978 Stato delle Comore e dal 1978 fino al 2000 Repubblica Federale Islamica delle Comore.

## Etimologia
Isole Comore è la traduzione dell'espressione araba جُزُر القُمر, Juzur al-Qumr, che significa "isole della Luna", ma anche "isole del Madagascar", in quanto nel Medioevo gli arabi chiamavano il Madagascar "Luna".

## Storia
Le Comore rimasero disabitate fino al VI secolo quando furono popolate da genti bantu provenienti dalle prospicienti coste africane. In questa fase l'organizzazione sociale era basata sulla famiglia e sul villaggio. Successivamente, a partire dal IX secolo le Comore furono invase da arabi shirazi, che vi fondarono dei sultanati, il più importante dei quali ad Anjouan.
Nel Cinquecento anche i Malgasci si insediarono nelle Comore, in particolare a Mayotte, dove tuttora si parla malgascio. Gli esploratori portoghesi visitarono l'arcipelago nel 1505. Arrivarono poi i francesi, gli olandesi e gli inglesi. Le Comore in quest'epoca furono una base per la tratta degli schiavi, condotta sia dagli Arabi sia dagli europei. Per gli europei erano inoltre una tappa sulla rotta dal capo di Buona Speranza verso il Golfo Persico, l'India e le Indie orientali. Inoltre furono anche la base per i pirati che intercettavano le navi sulle rotte sopra descritte. I sultanati riuscirono a mantenersi indipendenti, pur facendo concessioni agli europei. Le ultime sultane di Mohéli furono: Djoumbé Fatima (1841-1878) e Salima Machamba (1888-1909) che rinunciò al trono cedendo l'isola alla Francia.
Tra il 1841 e 1912 la Francia conquistò i sultanati e pose le isole sotto l'amministrazione del governatore generale del Madagascar. Più tardi, coloni francesi, compagnie commerciali francesi e ricchi mercanti arabi costruirono un'economia fondata sulle piantagioni che tuttora sfrutta circa un terzo del territorio delle Comore per la coltivazione di prodotti da esportazione.
Nel 1973 fu raggiunto un accordo con la Francia per ottenere l'indipendenza nel 1978, ma il 6 luglio 1975 il parlamento comoriano approvò una risoluzione con la quale fu dichiarata l'indipendenza, con l'astensione dei deputati di Mayotte, che rimase sotto il controllo francese. In due referendum, nel dicembre 1974 e nel febbraio 1976, la popolazione di Mayotte votò contro l'indipendenza dalla Francia (rispettivamente con il 63,8% e il 99,4% dei voti).
Di fronte al rifiuto della Francia di riconoscere l'isola di Mayotte come territorio comoriano, il 6 luglio 1975 il presidente del Consiglio delle Comore, Ahmed Abdallah, proclamò unilateralmente l'indipendenza dell'intero arcipelago. Fu rovesciato un mese dopo dall'opposizione di sinistra guidata da Ali Soilih, favorevole a migliori relazioni con la Francia. Il mercenario francese Bob Denard, con l'appoggio di Parigi, sbarca per catturare Ahmed Abdallah. Una volta al potere, Ali Soilih attuò una politica socialista e chiese alla Francia la restituzione di Mayotte. Ancora una volta incaricato dai servizi segreti francesi, lo SDECE, Bob Denard organizzò un nuovo colpo di Stato, questa volta volto a reintegrare Ahmed Abdallah, meglio disposto nei confronti della Francia dopo il suo esilio nella Francia continentale. Ali Soilih fu catturato il 13 maggio 1978 e giustiziato poche settimane dopo. Per i dieci anni successivi, Bob Denard è stato il primo consigliere di Abdallah Abderamane; soprannominato il “Viceré delle Comore”, è stato talvolta considerato il vero uomo forte del regime. Molto vicino al Sudafrica, che finanziava la sua “guardia presidenziale”, permise a Parigi di aggirare l'embargo internazionale sul regime di apartheid attraverso Moroni. Ha anche istituito un corpo permanente di mercenari provenienti dall'arcipelago, per intervenire su richiesta di Parigi o Pretoria nei conflitti in Africa.
Nel 1997 le isole di Anjouan e Mohéli dichiararono la loro indipendenza dalle Comore. Il conseguente tentativo del governo di ristabilire con la forza il controllo sulle isole ribelli fallì e in seguito l'Unione africana, sotto gli auspici del presidente Thabo Mbeki del Sudafrica, portò avanti le trattative per arrivare a una riconciliazione. Questa condusse all'autonomia governativa per ciascuna isola, e un governo federale per le tre isole. All'inizio del 2005 venne approvata la Loi des compétences, una legge che definisce le responsabilità di ciascun organismo di governo, attualmente in corso di perfezionamento. Il giorno 25 marzo 2008 l'esercito, con il sostegno di truppe della Unione africana, ha assunto il totale controllo dell'isola di Anjouan, mettendo fine alla secessione.

## Geografia

### Morfologia
L'Unione delle Comore è formata da tre delle quattro isole principali dell'arcipelago delle Comore. La quarta costituisce il territorio francese di Mayotte. L'arcipelago è situato nell'oceano Indiano, tra la costa africana e il Madagascar. L'interno delle isole vulcaniche varia dalle montagne ripide alle basse colline. Il Karthala (2 316 m) sull'isola di Grande Comore è un vulcano attivo.

### Idrografia
Le Isole Comore sono una zona areica (una zona areica è un territorio privo di masse d'acqua perenni).

### Clima
Il clima è tropicale con forti piogge da novembre a maggio.

## Popolazione

### Demografia
Le seguenti statistiche demografiche sono tratte dal CIA Factbook e risalgono al 2009.
Popolazione: 752 438 
- Crescita annua: 2,77%
- Incremento naturale: 27,6‰
- Natalità: 35,2‰
- Mortalità: 7,6‰
- Fecondità: 4,84 nati/donna
- Mortalità infantile: 66,57‰
- Speranza di vita: 
  - Maschi: 61,1 anni
  - Femmine: 65,9 anni

### Etnie
I comoriani che abitano la Grande Comore, i Anjouan e i Mohéli (86% della popolazione), hanno un'origine etnica mista arabo-africana. Sulle isole comoriane abitano anche immigrati francesi e i loro discendenti, che occuparono le isole fino all'indipendenza.

### Religione
Nella grande maggioranza i comoriani sono di cultura arabo-islamica, tranne una significativa minoranza sull'isola di Mayotte (Francia), i Mahorais, costituita da cattolici fortemente influenzati dalla cultura francese. L'unica circoscrizione ecclesiastica cattolica presente è il Vicariato apostolico delle Isole Comore, che ha sostituito il 1º maggio 2010 la precedente amministrazione apostolica eretta nel 1975. Si contano circa 6 000 fedeli, molti dei quali immigrati e cittadini francesi.

### Lingue
La lingua più diffusa è lo shikomor o comoriano, un dialetto swahili, ma sono parlati anche il francese, l'arabo e il malgascio. Circa il 57% della popolazione è istruita nell'alfabeto latino, la restante parte nell'alfabeto arabo.

## Ordinamento dello Stato

### Suddivisioni amministrative
Ciascuna delle tre isole principali (Grande Comore, Anjouan e Mohéli) costituisce un'unità amministrativa indipendente, con un proprio presidente eletto; le strutture amministrative centrali hanno scarsi poteri.
Le unità amministrative di secondo livello sono i municipi; ogni isola ha uno o due municipi:
- Municipi di Anjouan: Domoni, Mutsamudu
- Municipi di Moheli: Fomboni
- Municipi di Grande Comore: Moroni

### Città principali
La capitale delle Comore è Moroni ed è anche la città più popolosa con 49 000 abitanti (2009; dati CIA Factbook).

### Ratifiche ai trattati internazionali
L'unione delle Comore ha ratificato il 25 gennaio 2004 il protocollo alla Carta africana dei diritti, adottato il 9 giugno 1988, permettendo la piena entrata in vigore della Corte africana dei diritti.

## Politica
Il governo sta tentando di diversificare le esportazioni, di privatizzare le imprese industriali e di ridurre il forte tasso di crescita della popolazione; la sua autorità, tuttavia è indebolita da una cronica instabilità politica e da numerosi tentativi di colpi di Stato.

## Istruzione

### Università
L'Università delle Comore è stata fondata nel 2003.
L'Università delle Comore comprende quattro facoltà, un istituto e una scuola, dislocati in quattro sedi:
1) Sede di Mvouni
   Facoltà di Giurisprudenza e Scienze Economiche
   Facoltà di Lettere e Filosofia
2) Sede di Karthala CUFOP
   Facoltà Imam Chafiou (Letteratura araba e Scienze islamiche)
   Centro di formazione permanente (CUFOP)
3) Sede di Corniche
   Facoltà di Scienze e Tecnologia
   Scuola di Medicina e Sanità Pubblica (EMPS)
4) Sede di Hamramba
   Istituto per la formazione degli insegnanti e la ricerca educativa (IFERE)
   L'Istituto Universitario di Tecnologia comprende i seguenti dipartimenti:
       Dipartimento di Ingegneria Informatica
       Dipartimento di Commercio
       Dipartimento di Turismo e Ospitalità
       Dipartimento di Economia Aziendale
       Dipartimento di Statistica
       Dipartimento di Habitat e Ambiente

## Economia
Nel 2023 il prodotto interno lordo ammontava a 1,352 miliardi di dollari USA, pari a un PIL di 1.590 dollari pro capite. L'economia delle Comore è basata sull'agricoltura e sulla pesca. La manioca, le patate dolci e il riso vengono coltivati per l'alimentazione locale, ma la gran parte dei generi alimentari delle isole proviene dall'importazione. L'ylang-ylang (un olio essenziale), la vaniglia, la copra (polpa di noce di cocco essiccata), il sisal e il caffè sono destinati all'esportazione. Le foreste ricoprono il 2,2% del territorio e forniscono un modesto quantitativo di legname da costruzione, soprattutto su Grande Comore. Il settore primario fornisce il 41,1% (2004) del prodotto interno lordo, occupando il 77% (1990) della popolazione attiva.
Il principale esportazione delle Comore è il chiodo di garofano (71 percento delle esportazioni totali), seguito dallo ylang-ylang e altre essenze di profumo (9 percento) e la vaniglia (4 percento). I principali partner commerciali delle Comore sono: Singapore (35 percento delle esportazioni totali), Turchia (23 percento), Francia (10 percento), Paesi Bassi (8 percento) e India (4 percento).
Nel 2000 il valore totale delle esportazioni fu di 6,86 milioni di $.

## Ambiente
Tra i principali problemi ambientali che le isole Comore devono affrontare, i più gravi sono rappresentati da deforestazione e degrado del suolo. Il 59,2% (2003) del territorio è coltivato e il depauperamento e l'erosione del suolo sono il risultato della coltivazione sulle pendici senza l'opportuna creazione di terrazze. Anche l'originaria foresta pluviale è ormai circoscritta a una minima parte del territorio. Una percentuale piuttosto alta della già limitata biodiversità dell'isola è compromessa; la pesca e il turismo stanno danneggiando le barriere coralline. Il governo ha ratificato accordi internazionali sull'ambiente in materia di biodiversità, desertificazione, specie in via d'estinzione, protezione dell'ozonosfera e zone umide.

## Cultura
Famose in tutta l'Africa del Sud, le barche tradizionali comoriane, chiamate djahazi, sono oggi oggetto di una rivalutazione storica e culturale. Nel giugno del 2009, l'artista romano Paolo W. Tamburella ha esposto la djahazi nel corso della 53ª Biennale d'Arte di Venezia, in rappresentanza delle Isole Comore.

### Arte
L'arte non è molto sviluppata. Nel paese sono state ritrovate le prime forme d'arte dei popoli locali.

### Musica
In ambito musicale ricordiamo la cantautrice Nawal, considerata la voce delle Comore e  Chamsia Sagaf.

### Produzione letteraria
In ambito letterario possiamo ricordare, tra gli altri, la figura di Mohamed Ahmed-Chamanga, che ha contribuito a far conoscere la cultura delle Comore.

## Sport
Lo sport più diffuso a livello nazionale è il Badminton.

## Ricorrenza nazionale
6 luglio: Fête de l'Indépendance o Sherehi Ya Wuhuru Wa Massiwa: si celebra l'indipendenza dalla Francia, nel 1975.